# Old Well
Old Well är ett litet rundtempel i nyklassicistisk stil, beläget vid University of North Carolina i Chapel Hill i norra North Carolina. Byggnaden är inspirerad av Temple de l'Amour vid slottet i Versailles. Old Well ritades av Eugene Lewis Harris (1856–1901) och invigdes 1897. I rundtemplet finns en dricksvattenfontän.